# Pablo Álvarez Menéndez
Pablo Álvarez Menéndez (Montevideo, 7 de fevereiro de 1985) é um futebolista uruguaio que joga como lateral-direito no Nacional.

## Carreira
Nascido em Montevideo. Joga como lateral-direito.
Formado na base do Nacional, estreou profissionalmente em 2007. Depois de 12 partidas com a camisa do Nacional, Pablo Álvarez foi vendido para a Reggina da Itália por 700 mil dólares.
Foi emprestado em 2009 para o Wisła Kraków da Polónia por um ano. Em 2010, foi emprestado para o Panserraikos da Grécia também por um ano.
Voltou para o Nacional em 2012.

## Seleção Uruguaia
Jogou uma partida pela Seleção Uruguaia com Óscar Tabárez como treinador, foi no dia 12 de setembro de 2007 em Johannesburgo e foi substituído por Martín Cáceres aos 58 minutos.

## Títulos
Nacional
- Campeonato Uruguaio (1): 2011–12